# Amazona barbadensis
El loro de hombros amarillos o cotorra margariteña (Amazona barbadensis) es una especie de ave psitaciforme de la familia Psittacidae que habita en las regiones costeras de Venezuela y en Bonaire. Se encuentra en la categoría de Vulnerable, según la Lista Roja de Especies Amenazadas de la UICN (Unión Internacional para la Conservación de la Naturaleza), y En Peligro según el Libro Rojo de la Fauna Venezolana.
Es la única especie de su género que está adaptada a los ambientes xerófilos. De los seis países en los que se encontraba, en la actualidad quedan poblaciones únicamente en Venezuela (en los estados Falcón, Lara, Anzoátegui, Sucre y en las islas de La Blanquilla y Margarita) y en la Isla de Bonaire (Países Bajos). La extinción de varias poblaciones de la costa venezolana ha sido documentada detalladamente, y por eso se considera que la especie está amenazada a nivel global y nacional.
A pesar de que se hace referencia a Barbados en el nombre científico de la cotorra, la misma nunca habitó en esa isla. El error se debió a que varios ejemplares fueron enviados desde allí a Europa durante los años de la colonia.

## Morfología

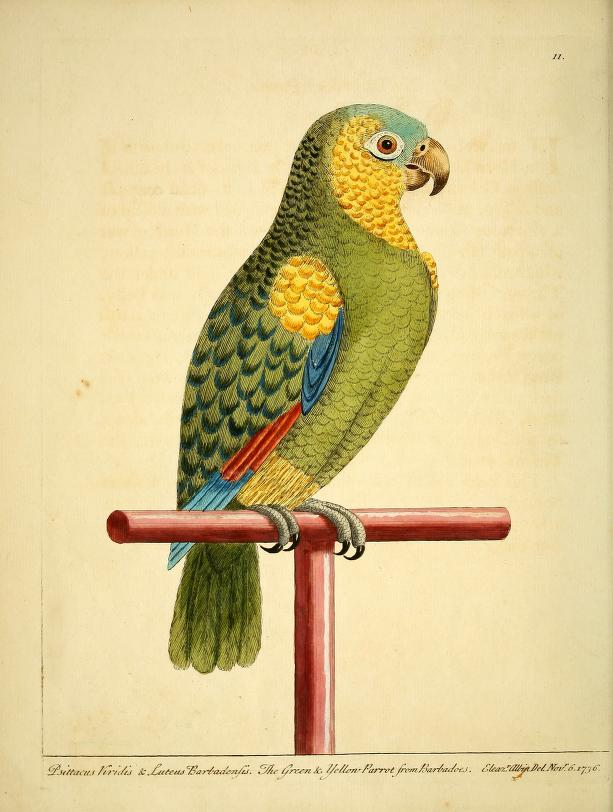
Psittacus viridis et luteous Barbadensis, Ilustración de E. Albin de 1736

Este loro mide una longitud de apenas 33 centímetros. Además, presenta un color verde más claro y brillante. El plumaje verde con bordes oscuros le dan un aspecto escamado. Sus ojos son rojos o anaranjados y el pico color marfil está coronado con  plumas blancas que cubren su frente. La cola presenta una orilla verde amarillo, y el interior de las plumas es rojo en la base. En la cara, cabeza, hombros y patas se distinguen plumas amarillas, cuya extensión e intensidad en el color varía según el individuo y la edad. De igual forma, algunas cotorras jóvenes presentan manchas de color azul turquesa en la frente y mejillas, que pierden o disminuyen a medida que maduran.
La cotorra no presenta dimorfismo sexual, por lo que la apariencia externa de los machos y las hembras son similares.

## Biología y comportamiento
La amazona de hombros amarillos es un ave social; vive en grupos que pueden variar desde unos pocos individuos hasta grandes bandadas que se juntan especialmente al final de la tarde para volar hacia los dormideros comunales. Es en estos refugios donde se forman las parejas monogámicas, se intercambia información sobre zonas clave de suministro de alimento y en donde se protegen contra los depredadores mientras duermen.

## Dieta
Esta cotorra se alimenta en grupos que varían de tamaño: de pocos individuos a decenas de aves.
Su dieta está compuesta mayoritariamente por semillas, las cuales constituyen el 55% de su alimentación. Como complemento comen frutas, tallos carnosos, flores y brotes de hojas tiernas. Se han identificado hasta noventa alimentos distintos consumidos por la cotorra, pertenecientes a 55 especies de plantas. Los más aprovechados son, en orden de importancia, el cardón o dato (Stenocereus griseus), seguido por el yaurero (Subpilocereus repandus), el guayacán (Guaicum officinale), el palosano o vera (Bulnesia arborea), el olivo (Capparis odoratissima), el cují o yaque (Prosopis juliflora), el guatapanare (Caesalpinia coriaria), la manzanita (Casearia tremula), el arrancapelo (Piptadenia flava) y el guamache (Pereskia guamacho).

## Reproducción y ciclo de vida
El loro de hombros amarillos es monógamo, se reproduce una vez al año, principalmente durante los meses que van de marzo a agosto, en un ciclo que puede adelantarse o retrasarse, según las condiciones climáticas y distintas localidades. No fabrica sus propios nidos, solo utiliza su fuerte pico para acondicionar cavidades secundarias existentes en árboles vivos o secos, que se han formado por hongos o que han sido escarbados por otras especies como pájaros carpinteros. Estos nidos son utilizados tradicionalmente cada uno o dos años.
Coloca entre 3 y 4 huevos por temporada, aunque alcanza un máximo de cinco. Son de color blanco, son puestos con uno a dos días de diferencia entre cada uno y eclosionan aproximadamente después de los 26 días de incubación. El tamaño de la nidada y el éxito de eclosión en la isla de Margarita está entre los más altos documentados para especies del género Amazona, lo cual sugiere un alto potencial reproductivo de la especie.
Ambos padres cuidan y alimentan a los polluelos, que nacen totalmente desprotegidos, ciegos, sin plumas y cubiertos por plumón blanco. Alrededor del pico presentan unas protuberancias carnosas que desaparecen entre los 35 y 42 días de vida, mientras que el llamado “diente del pico”, que facilita la ruptura del huevo, permanece de 10 a 20 días. Los folículos de las plumas se observan en las alas a partir de los cinco a diez días, emergiendo de los 15 a los 21 días.
Entre los 20 a 28 días ya tienen algunas plumas en las alas, cola y cabeza. De 31 a 37 días los pichones exhiben un emplumado parcial, y hacia los 45 días de edad el 80% del cuerpo está emplumado. Al cabo de dos meses, cuando ya se encuentran completamente desarrollados, se preparan para volar. Estas crías permanecen junto a sus padres por un tiempo adicional aún después de abandonar los nidos.
En general, la cotorra alcanza la madurez sexual entre los tres y cinco años de edad, y puede llegar a vivir en la naturaleza hasta treinta años.

## Depredadores
La amazona de hombros amarillos no suele ser una presa fácil en el estado adulto, en cambio, son los huevos y pichones de esta especie los más vulnerables, pues cuentan entre sus depredadores a varias especies de culebras como la boa constrictora (Boa constrictor), y la serpiente tigre (Spilotes pullatus). Además existen reportes de crías atacadas por insectos como las hormigas ecitoninas (Labidus praedator) y miriápodos como ciempiés o escolopendras (Scolopendra gigantea).
Los gavilanes (Parabuteo unicinctus) también son depredadores de esta especie, sobre todo cuando los pichones abandonan el nido, ya que aún su vuelo es torpe. Otra ave que representa una amenaza para la cotorra es el zorzal pardo (Margarops fuscatus) que habita en la isla de Bonaire. Esta especie no sólo ataca a los huevos y los pichones en ocasiones, sino que compite por los huecos de los árboles para nidificar.

## Situación actual
En el pasado, la cotorra cabeciamarilla habitaba Aruba, Curazao, la península de Paraguaná y el lado este de Margarita, pero debido a la inadecuada acción humana, en la década de los cincuenta estas poblaciones se extinguieron. En consecuencia, la población total de esta especie se ha reducido significativamente y hoy en día se estiman menos de cinco mil individuos, que se encuentran en situación de Amenaza y que se distribuyen por las costas venezolanas, Bonaire, el oeste de la isla de Margarita y en la isla de La Blanquilla. Se considera que la cotorra es una de las aves más amenazadas y con mayor prioridad de conservación en Venezuela y en el Caribe.
Debido a la situación de la cotorra en Venezuela, la Unión Internacional para la Conservación de la Naturaleza (UICN) ha catalogado a esta especie como Vulnerable, mientras el Libro Rojo de la Fauna Venezolana la registra bajo el rótulo En peligro.
Las poblaciones más amenazadas se encuentran ubicadas en la isla La Blanquilla y la península de Araya, en el estado Sucre, ambas estimadas en menos de 100 individuos. La población más grande está localizada en el estado Falcón, con un estimado de 2000 aves, seguida por la península de Macanao con unas 1800 cotorras, la isla de Bonaire con un grupo de 700 a 800 aves, y el estado Lara, en Venezuela, con menos de 300 sobrevivientes.

## Amenazas
Según la Lista Roja de la UICN, este loro se encuentra catalogado como especie vulnerable, debido a que se encuentra amenazado por la destrucción de hábitat, la minería ilegal, la construcción de ciudades y carreteras, la contaminación de los bosques y la captura para el tráfico ilegal de mascotas a nivel local, nacional e internacional. En menor grado, la cotorra es cazada porque la consideran como una plaga para los cultivos, mientras que en La Blanquilla podrían existir problemas adicionales por la introducción de gatos domésticos que constituyen un peligro para la biodiversidad.

## Programas de conservación
A nivel internacional la cotorra está protegida por varias legislaciones, incluyendo la Convención sobre el Comercio Internacional de Especies Amenazadas de Fauna y Flora Silvestres (CITES), que prohíbe su tráfico.
En Venezuela su captura y comercio están prohibidos desde 1970, una medida que fue ratificada por el decreto de veda indefinida de 1996. En ese mismo año fue declarada como especie en peligro de extinción mediante un nuevo decreto vinculado a la Ley Penal del Ambiente. También cuenta con un decreto regional específico para el estado Nueva Esparta. Los parques nacionales Laguna de La Restinga (Nueva Esparta), Juan Crisóstomo Falcón (Falcón) y Cerro Saroche (Lara), protegen una pequeña parte de la distribución de la especie.
Las poblaciones que han sido foco de mayores esfuerzos de conservación son las de las islas de Margarita y Bonaire. En Margarita (Venezuela) la ONG Provita ha mantenido un programa de conservación a través de actividades educativas, sociales y científicas desde 1989, con el apoyo de aliados nacionales e internacionales como Loro Parque Fundación, Fundación Empresas Polar y World Land Trust Bonaire (Países Bajos) la ONG Echo junto al parque nacional Stinapa, coordina programas de preservación de la cotorra cabeciamarilla mediante la reducción de la caza furtiva y el comercio ilegal de la especie.
Así, gracias al apoyo y esfuerzo de diversas entidades se  ha logrado situar a la especie como un emblema local, ayudando a que se le declarara como Ave regional del estado Nueva Esparta. Más recientemente, en el año 2012, se inició un proyecto similar para los estados Falcón y Lara, que ha recabado valiosa información e iniciado actividades de sensibilización y siembra de conciencia sobre la necesidad de preservar a la cotorra.
El Festival de la Cotorra Margariteña se lleva a cabo desde 1992 para motivar la conservación de esta especie en la Península de Macanao se trata de una celebración para mostrar la biodiversidad de la isla.
Se espera que en el futuro, experiencias similares se activen en las restantes áreas de distribución, para evitar la extinción de uno de los loros más restringidos y amenazados.